# 佩克 (比利时)
佩克（法語：Pecq，法語發音：[pɛk]）是比利时瓦隆大区埃諾省图尔奈-穆斯克龙区的一个市镇，北与弗拉芒大區西佛兰德省接壤，通行法语，是比利时法语社群的一部分，人口5,598人（2018年1月1日）。